# 安东尼·葛若弗斯
安东尼·葛若弗斯（Anthony Norris Groves，1795年2月1日—1853年5月20日），是普利茅斯弟兄会的创始人之一，又被称为“信心差会之父”，带领一支福音队前往巴格达，成立了第一个在阿拉伯穆斯林中间的新教差会。后来又前往印度南部。

## 生平
1795年2月1日，安东尼·葛若弗斯出生在英格兰汉普郡牛顿，曾在伦敦接受过牙科医生的训练，在19岁时在普利茅斯开业，2年以后他与表妹玛丽·贝西亚·汤普森结婚，并搬到埃克塞特。1826年，他进入都柏林三一学院学习神学，希望成为一名英国圣公会的牧师，将来派往海外传教。但是他研读新约的结果，认定初期教会的实行应该是任何时代与文化中的模型，于是他退出了圣公会和三一学院。这时，他遇到了一批年轻的基督徒，他们在私人住宅内学习使徒的教训，按照《使徒行传》2章42节的榜样，在没有任何神职人员的情况下，实行交通、擘饼、祷告，不久约翰·纳尔逊·达秘等人也先后加入，这就是普利茅斯弟兄会的起源。
1829年，葛若弗斯、他的妻子玛丽带着2个年幼的儿子亨利和弗兰克，家庭教师契度，还有几位朋友，一同出发，途径彼得堡，然后再穿过俄国，前往巴格达，